# Cocki Mazzetti (album)
Cocki Mazzetti è un album in studio della cantante italiana Cocky Mazzetti, pubblicato nel 1963 dalla casa discografica Primary.

## Descrizione
Cocki Mazzetti è il primo album dell'artista ed è stato pubblicato nel 1963 dopo il successo ottenuto al Festival di Sanremo 1963 con il brano Giovane giovane.
Un altro successo Un caffè che vinse il Festival del caffè 1962. Tra gli altri successi Casanova baciami e La domenica.

## Tracce
1. Tra lui e me
2. Un caffè
3. Non mi vuoi
4. Giovane giovane
5. Buio
6. La domenica
7. Pizza Pye
8. È quasi l'alba
9. Casanova Baciami
10. Tu lo sai
11. Señor eterno Dios
12. Di baci